# Lotharius II van Walbeck
Lotharius II van Walbeck (ca. 915 - 21 januari 964) was een Duits edelman uit de tiende eeuw.
Lotharius werd in 929 graaf van Walbeck, de Derlingau, de Balsamgau en het noorden van de Thüringgau, als opvolger van zijn vader Lotharius I van Walbeck. In 941 nam hij deel aan een samenzwering om Otto I de Grote te vermoorden. Het plan mislukte en Lotharius werd ter dood veroordeeld maar uiteindelijk op voorspraak van zijn vrienden van executie gered. Zijn bezittingen werden verbeurdverklaard en hij werd gevangengezet bij markgraaf Berthold van Schweinfurt. Lothar wist zich uiteindelijk met de keizer te verzoenen en kreeg een deel van zijn bezittingen en leengoederen terug, samen met een schadevergoeding voor gederfde inkomsten. Hij stichtte als boetedoening een aan Maria gewijde kapittelkerk in Walbeck. De verhouding met Berthold was zo goed geworden dat hij hem zijn dochter als vrouw gaf.
Lotharius was zoon van Lotharius I van Walbeck. Hij was getrouwd met Mathilde van Arneburg (ca. 920 - 3 december 992), dochter van Bruno van Arneburg (ovl. 30 november 978) en Frederuna (ovl. Zörbig, 27 oktober 1015). Bruno was burggraaf van Arneburg, hij overleed aan een ziekte tijdens een veldtocht tegen Lotharius van Frankrijk. Frederuna was dochter van Volkmar van de Harzgau, zoon van Frederik II van de Harzgau, zoon van Frederik I van de Harzgau (met bezittingen in Thale en de Derlingau) en Bia, Frederik was zoon van Rikdag (Saksische graaf) en Imhild. Bruno en Fredruna stichtten samen een klooster in Arneburg. Twee broers van Mathilde werden kanselier onder Hendrik II de Heilige. Lothar en Mathilde kregen de volgende kinderen:
- Lotharius III van Walbeck
- Eilika, gehuwd met Berthold van Schweinfurt
- Siegfried van Walbeck
- Dietmar, abt van de Abdij van Corvey (983 - 1001).
- mogelijk Hendrik van Stade (ca. 935 - 11 mei 976), werd in 959 graaf van Stade en bouwde in 964 het kasteel van Harsefeld. In 968 probeerde hij tevergeefs Hermann Billung gevangen te nemen wegens diens "arrogantie".

Mathilde zou enkele maanden na de dood van Siegfried van verdriet zijn overleden.